# Sporisorium cruentum
Sporisorium cruentum är en svampart som först beskrevs av J.G. Kühn, och fick sitt nu gällande namn av Vánky 1985. Sporisorium cruentum ingår i släktet Sporisorium och familjen Ustilaginaceae.   Inga underarter finns listade i Catalogue of Life.